# International Women's Open 2002 - Doppio
Il doppio dell'International Women's Open 2002 è stato un torneo di tennis facente parte del WTA Tour 2002.
Lisa Raymond e Rennae Stubbs erano le detentrici del titolo e hanno battuto in finale Cara Black e Elena Lichovceva con il punteggio di 6(5)–7, 7–6(6), 6–2.

## Teste di serie
1. Lisa Raymond /  Rennae Stubbs (campionesse)
2. Cara Black /  Elena Lichovceva (finale)
3. Kimberly Po-Messerli /  Nathalie Tauziat (quarti di finale)
4. Nicole Pratt /  Ai Sugiyama (semifinali)

## Tabellone

### Legenda
| - Q = Qualificato - WC = Wild card - LL = Lucky loser | - ALT = Alternate - SE = Special Exempt - PR = Protected Ranking | - w/o = Walkover - r = Ritirato - d = Squalificato |